# Shirley Graham Du Bois
Pour les articles homonymes, voir Graham et Dubois (patronyme).
Shirley Graham Du Bois, née le 11 novembre 1896 à Indianapolis et morte le 27 mars 1977 à Pékin, est une femme de théâtre, écrivaine, compositrice et militante des droits civiques américaine. 

## Biographie
Shirley Graham Du Bois est née Lola Shirley Graham à Evansville dans l'Indiana le 11 novembre 1896. Son père David A. Graham était un pasteur protestant.
En 1929, elle vit à Paris, en France, où elle est venue étudier la composition, notamment à la Sorbonne, espérant ainsi pouvoir ensuite mieux subvenir aux besoins matériels de sa famille. Lors de son séjour en France, elle rencontre notamment Jeanne et Paulette Nardal, deux sœurs martiniquaises qui la convie parmi leur cercle de l’intelligentsia noire de l'époque,.
En 1931, elle poursuit ses études d'histoire de la musique au College Oberlin, d'où elle ressort diplômée en 1935. Elle y a rédigé une thèse intitulée The Survival of Africanisms in Modern Music. Entre-temps, elle a écrit en 1932 l'opéra en trois actes Tom-Toms: An Epic of Music and the Negro, le premier opéra écrit par une femme noire,. Elle s'inscrit après à la Yale School of Drama (en), à New Haven, dans le Connecticut.
À la fin des années 1940, Shirley Graham Du Bois devient membre du parti communiste américain. En 1961, elle fait partie des fondateurs du journal politique et culturel Freedomways et exercera la fonction de co-rédactrice en chef. Cette même année, elle emménage avec son époux W.E.B. Du Bois au Ghana, à l'invitation du président Kwame Nkrumah. Après un coup d'État qui renverse Kwame Nkrumah en 1966, elle quitte le pays pour l'Égypte, où elle habite plusieurs années au Caire. 
Shirley Graham Du Bois meurt d'un cancer du sein le 27 mars 1977 à l'âge de 80 ans, à Pékin en Chine. À ses funérailles assistent l'homme politique chinois Chen Yonggui et Deng Yingchao, veuve de Zhou Enlai, ancien Premier ministre de la république populaire de Chine. Ses cendres ont été rapportées au Ghana en 1988 par son fils David. Elles reposent auprès de la dépouille de W.E.B. Du Bois, à Accra, dans un mémorial qui leur est consacré, le W.E.B. Du Bois Memorial Centre for Pan African Culture.

### Famille
Shirley Graham se marie en 1921 à Shadrach T. McCants. Elle a deux fils, Robert en 1923, et David en 1925. Elle divorce en 1927. Elle fut l'épouse du sociologue W.E.B. Du Bois de 1951 jusqu'au décès de ce dernier en 1963.
Son fils David Graham, qui a adopté le nom de son beau-père W.E.B. Du Bois, vit avec elle en Égypte,. 